# Тодд, Боб
Боб Тодд (англ. Bob Todd, при рождении Брайан Тодд (англ. Brian Todd); 15 декабря 1921, Фавершем — 21 октября 1992, Суссекс) — английский комедийный актёр, известный как один из участников Шоу Бенни Хилла.

## Биография и карьера
Родился в Фавершеме, графство Кент. 

Выучился на дантиста. С началом Второй мировой войны он поступил на службу в Королевские военно-воздушные силы, где был штурманом (Северный Киллингхолм, Линкольншир). Он намеревался стать фермером и разводить скот, параллельно с этим работая менеджером в лондонском аэропорту. Однако бизнес не пошёл, Тодд разорился и едва не стал банкротом. Встретившись в пабе со сценаристами Рэем Галтоном (Раймонд Перси Галтон, 1930—2018) и Аланом Симпсоном (1929—2017), он выдал себя за актёра и в итоге получил роль полицейского в ситкоме Citizen James (1960—1962), главную роль в котором играл английский комик Сид Джеймс. Тодд также сыграл несколько ролей в сатирической пьесе Спайка Миллигана и Джона Антробуса The Bed-Sitting Room (спектакль состоялся в лондонском Мермейд-театре 31 января 1963 года). 

Тодд принимал участие в комедийных телепередачах The Dick Emery Show и The Mike and Bernie Winters Show. В 1968 году стал актёром «Шоу Бенни Хилла» и проработал там, с перерывами, двадцать один год, пока на Thames Television не приняли решение закрыть передачу. В 1971 году появился в 13-м и 14 выпусках шоу The Marty Feldman Comedy Machine. В 1973 году сыграл роль Билла Томпсона, рефери полкового турнира по боксу, в фильме «Адольф Гитлер: моя роль в его падении».

В «Шоу Бенни Хилла» Тодд приобрёл репутацию пьяницы. Однажды он после очередной пьянки не явился на шоу в лондонский «Палладиум», а через пять дней оказался в дублинской больнице. После того, как об этом сообщили в СМИ, Хилл уволил Тодда, но продюсер «Шоу Бенни Хилла» Деннис Киркланд убедил Хилла отменить это решение, заявив, что Тодд многое привнес в шоу, а его пьянство почти не мешало работе.

Единственной главной ролью Тодда стала роль уборщика туалетов в его собственном сериале In For A Penny (1972). Играл разные роли в комедийных сериалах Sykes and A… (1960—1965), Funny Man (1981) и других. Сыграл несколько ролей в кино: его последней ролью стала роль Билла Бэйлиффа в фильме «Возвращение мушкетёров».

Умер в Суссексе в возрасте 70 лет.

## Фильмография
- «Поднимая ветер» (англ. Raising the Wind, 1961) — уличный музыкант-аккордеонист (нет в титрах)
- «Стук почтальона» (англ. Postman’s Knock, 1962) — суперинтендант районной полиции
- «Люди из разведки» (англ. The Intelligence Men, 1965) — полицейский (нет в титрах)
- «Горячие миллионы» (англ. Hot Millions, 1968) — британский швейцар (нет в титрах)
- «Так и держать, доктор» (англ. Carry On Again Doctor, 1969) — пациент (нет в титрах)
- «Шрамы Дракулы» (англ. Scars of Dracula, 1970) — бургомистр
- «Она будет следовать за тобой всюду» (англ. She’ll Follow You Anywhere, 1972) — продавец автомобилей
- «Берк и Хейр» (англ. Burke & Hare, 1972) — охранник Кэмпбелл
- «Мятеж в автобусах» (англ. Mutiny on the Buses, 1972) — новый инспектор
- «Это ваши похороны» (ситком) (англ. That’s Your Funeral, 1972) — Артур, директор похоронного бюро
- «Идите на дубль» (англ. Go for a Take, 1972) — охранник
- «Адольф Гитлер — моя роль в его падении» (англ. Adolf Hitler — My Part in His Downfall, 1973) — Билл Томпсон, рефери
- «Дигби, самая большая собака в мире» (англ. Digby, the Biggest Dog in the World, 1973) — Великий Манзини
- «Летающий колдун» (англ. The Flying Sorcerer, 1973) — Крэбтри
- «Слишком любвеобильный артист» (англ. The Over-Amorous Artist, фильм известен также под названием «Только ещё раз» (Just One More Time, 1974) — почтальон
- «Бенни Хилл: лучшее» (компиляция из «Шоу Бенни Хилла») (англ. The Best of Benny Hill, 1974) — разные роли
- «Четыре мушкетёра» (англ. The Four Musketeers, 1974) — офицер стрелкового отряда
- «Признания поп-певца» (англ. Confessions of a Pop Performer, 1975) — мистер Барнвелл
- «Взлёты и падения мастера на все руки» (англ. The Ups and Downs of a Handyman, 1976) — сквайр Буллворти
- «Пойдём поиграем со мной» (англ. Come Play with Me, 1977) — викарий
- «Рози Диксон — ночная сиделка» (англ. Rosie Dixon — Night Nurse, 1978) — мистер Бьюкенен
- Le Pétomane (короткометражный фильм, 1979) — отец Жозефа
- «Шоу Сути» (детская телепередача) (англ. The Sooty Show, 1980, 8 серий «Дела о Чёрной Руке») — Чёрная Рука
- «Шутник» (ситком) (англ. Funny Man, 1981) — Билли Стротерс
- «Супермен III» (англ. Superman III, 1983) — благородный джентльмен
- «Паровая видеокомпания» (ситком) (англ. The Steam Video Company, 1984) — Каллибан Спонг/Лоретта дель Рио
- «Габриэль и Дудльмен» (англ. Gabrielle and the Doodleman, 1984) — Мерлин/уродливая сестра
- «Возвращение мушкетёров» (англ. The Return of the Musketeers, 1989) — Билл Бейлифф